# جاسوانت رای
جاسوانت رای (انگلیسی: Jaswant Rai) بازیکن هاکی روی چمن اهل هند بود.
وی به‌همراه تیم ملی هاکی روی چمن مردان هند به مقام قهرمانی بازی‌های المپیک تابستانی ۱۹۴۸ و ۱۹۵۲ دست پیدا کرده‌است.